# Taiwano
Els taiwano o eduria, és un poble indígena originari de la conca mitjana del Pirá-Paraná, al sud del Departament de Vaupés (Colòmbia). Alguns viuen en els rius Paca, Tiquié i al Cananarí i el seu afluent Piedra Negra.

## Economia
Es dediquen a la horticultura itinerant, la pesca, caça i recol·lecció. La seva economia està basada en una divisió del treball per gèneres, que articula la vida de la família i la comunitat. Són tasques masculines, preparar la chagra, conrear coca, tabac, candelera i blat de moro, pescar, caçar i elaborar la cistelleria. Les dones s'encarreguen de sembrar, cuidar, collir i preparar la iuca i la majoria dels cultius de l'horta; i a més fabrica la ceràmica. la recol·lecció és una tasca de tota la família.
La pesca es practica per l'home amb canya i ham, paranys o nanses, arc i fletxa o arpó i a més amb candelera, cas en el qual tota la família participa en la recol·lecció dels peixos. Cacen pecarí, danta, cérvol, lapa, diverses espècies de micos i ocells i yacaré.

## Organització Social
Es dividien en catorze patrilinealitats, agrupats al seu torn en clans amb territoris i rituals determinats. Les llars segueixen un patró de residència i descendència patrilocal i patrilineal. La filiació transmet a més de la consanguinitat, un estatus específic. L'autoritat tradicional més representativa és el payé o xaman, qui tracta les malalties, dirigeix ritus de pas i manté les relacions d'harmonia entre la comunitat i cosmos. Un "capità" té la representació legal i política de la comunitat. La maloca o casa comunitària és el centre de la vida social. Mantenen relacions d'afinitat amb els barasanes, tatuyo i kabiyarí.

## Cosmologia
Es consideren descendents de l' Anaconda Remedios, qui en el seu pas pel Pirá-Paraná va deixar els ous que donarien origen a cinc ancestres dels diferents grups del Vaupés. El camí d'aquest ancestre mític comú, configura el seu sistema de relacions, territorialitat i aliances amb les altres ètnies de la regió. Practiquen el ritual del Yuruparí.

## Llengua
El seu idioma original pertany a la família tucana oriental i està estretament relacionat amb el dels barasana, del qual difereix només en els tons de les paraules. Només sobreviuen 19 parlants de taiwano.